# Großer Preis von Kanada 2001
Der Große Preis von Kanada 2001 (offiziell XXXIX Grand Prix Air Canada) fand am 10. Juni auf dem Circuit Gilles-Villeneuve in Montreal statt und war das achte Rennen der Formel-1-Weltmeisterschaft 2001.

## Berichte

### Hintergrund
Nach dem Großen Preis von Monaco führte Michael Schumacher in der Fahrerwertung mit zwölf Punkten vor David Coulthard und mit 28 Punkten vor Rubens Barrichello. In der Konstrukteurswertung führte Ferrari mit 32 Punkten vor McLaren-Mercedes und mit 58 Punkten vor Williams-BMW.
Während des Rennwochenendes gab es einen Fahrerwechsel: Ricardo Zonta ersetzte bei Jordan Heinz-Harald Frentzen, der im ersten freien Training einen Unfall hatte. Zonta bestritt sein erstes Rennen seit dem Großen Preis von Malaysia 2000.
Mit Michael Schumacher (viermal), Mika Häkkinen und Jean Alesi (jeweils einmal) traten drei ehemalige Sieger zu diesem Grand Prix an.

### Training

#### Freitagstraining
Im Freitagstraining fuhr Häkkinen die schnellste Zeit. Ihm folgten sein Teamkollege Coulthard und Eddie Irvine. Der Weltmeisterschaftsführende Michael Schumacher hatte in diesem Training Probleme das richtige Setup zu finden und fuhr lediglich die elftschnellste Zeit.

#### Samstagstraining
Beim zweiten freien Training am Samstag hatte Michael Schumacher sein Fahrzeug besser eingestellt und fuhr die schnellste Zeit vor Coulthard und Häkkinen.

### Qualifying
Michael Schumacher bestätigte seine Performance aus dem zweiten freien Training und sicherte sich die Pole-Position. Zweitschnellster war Ralf Schumacher vor Coulthard.

### Warm Up
Beim Warm Up fuhr Olivier Panis die Bestzeit vor Coulthard und Zonta.

### Rennen

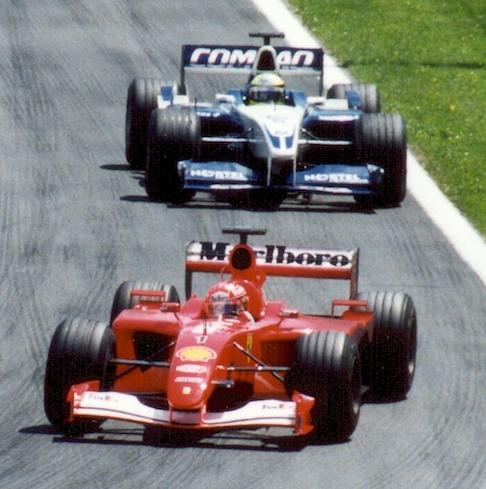
Ralf gegen Michael Schumacher

Das Rennen war geprägt durch das Bruderduell Ralf gegen Michael Schumacher.
Michael Schumacher hatte einen guten Start und verteidigte die erste Position vor Ralf Schumacher auf der Innenseite in der ersten Kurve. Beide setzten sich vom Rest des Feldes ab und machten den Sieg unter sich aus. Jos Verstappen machte beim Start sieben Plätze gut und rückte auf den siebten Platz vor, während Zonta vom zwölften auf den neunten Platz vorrückte. Barrichello überholte Jarno Trulli später in der Runde für den vierten Platz. Weiter hinten im Feld fuhr Giancarlo Fisichella in der Haarnadelkurve in das Heck von Enrique Bernoldis langsamerem Auto und beschädigte den Frontflügel seines Wagens. Dann, auf der Gegengeraden, lenkte Jenson Button nach links, um Bernoldi nicht zu treffen, was jedoch bedeutete, dass sein Teamkollege Fisichella in das Heck seines Autos fuhr. Fisichellas rechte Vorderradaufhängung war gebrochen und er fuhr in die Boxengasse, um aufzugeben.
Am Ende der ersten Runde führte Michael Schumacher mit drei Zehntelsekunden Vorsprung vor Ralf Schumacher. Weitere sechs Zehntelsekunden dahinter folgten Coulthard, der den Rest des Feldes anführte: Barrichello, Trulli, Panis, Verstappen, Kimi Räikkönen, Zonta, Häkkinen, Juan Pablo Montoya, Nick Heidfeld, Irvine, Pedro de la Rosa, Jacques Villeneuve, Bernoldi, Tarso Marques, Button, Alesi, Fernando Alonso und Luciano Burti. In Runde zwei hatte Irvine in Kurve drei Kontakt mit einem von Heidfelds Hinterreifen und beide Fahrer drehten sich ins Gras. Beide Fahrer schieden aufgrund der großen Schäden an ihren Fahrzeugen aus dem Rennen aus. Marques wurde in derselben Runde von Button als 15. überholt. Am Ende der dritten Runde konnte dann Barrichello Coulthard für den dritten Platz überholen.
Barrichello schaltete dann sein Traktionskontrollsystem ab, weil sein Motor dadurch ausfiel. In der sechsten Runde verlor Barrichello aufgrund der fehlenden Traktionskontrolle die Kontrolle über sein Auto und drehte sich beim Verlassen der L'Epingle-Schikane. Er fiel auf den 14. Platz zurück und ermöglichte es Coulthard, wieder den dritten Platz einzunehmen. In der siebten Runde wurde Button eine Stop-and-Go-Strafe von zehn Sekunden auferlegt, da ihm ein Frühstart vorgeworfen wurde. In der nächsten Runde nahm er die Strafe entgegen. Alonso musste seinen Wagen in der achten Runde mit einem kaputten Antriebswellen-Gelenk abstellen. Button schied in der 17. Runde mit einem Ölleck in der Boxengasse aus.
Vorne setzten sich die beiden Führenden ab. Ralf Schumacher übte mehrere Runden lang sehr großen Druck auf Michael aus. Vor allem auf den Geraden war er deutlich konkurrenzfähiger, kam jedoch trotz mehreren Versuchen nicht vorbei.
Das Safety-Car wurde in Runde 20 eingesetzt, als Montoya über einen Bordstein fuhr und die Kontrolle über das Heck seines Autos verlor und in Kurve vier neben der Rennstrecke gegen die Mauer prallte. Barrichello war dicht hinter Montoya und sein Versuch, auszuweichen, führte dazu, dass er übersteuerte und in die innere Leitplanke fuhr, nachdem er offenbar stark gebremst hatte. Das Safety-Car kam am Ende der 23. Runde wieder an die Box und Michael Schumacher behielt beim rollenden Neustart seinen Vorsprung vor Ralf Schumacher. Bernoldi schied in Runde 25 wegen eines überhitzten Motors aus, Villeneuve folgte in Runde 34 mit einer gebrochen Antriebswelle. Als Michael Schumacher als erster der beiden in die Box zu seinem einzigen Boxenstopp einbog, fuhr Ralf auf Anhieb schnellere Rundenzeiten als vorher. Michael, der auf Position zwei wieder auf die Strecke zurückkam, war nicht in der Lage den Vorsprung seines Bruders wieder wettzumachen, sodass Ralf nach seinem Boxenstopp die Führung bis ins Ziel behauptete und damit seinen zweiten Saisonsieg einfuhr.
Hinter den Schumacher-Brüdern wurde Häkkinen Dritter. Es war Häkkinens erste Podestplatzierung der Saison. Kimi Räikkönen, Jean Alesi und Pedro de la Rosa komplettierten die Punkteränge. Lediglich neun Fahrer sahen die Zielflagge, elf wurden gewertet. Der WM-Zweite Coulthard musste in der 54. Runde mit einem Motorschaden aufgeben, sodass Michael Schumacher in Fahrerwertung seinen Vorsprung auf Coulthard und Barrichello weiter ausbauen konnte. In der Konstrukteurswertung blieben die ersten drei Positionen ebenfalls unverändert.

## Meldeliste
| Team                        | Nr. | Fahrer                | Chassis        | Motor                 | Reifen |
| --------------------------- | --- | --------------------- | -------------- | --------------------- | ------ |
| Scuderia Ferrari Marlboro   | 01  | Michael Schumacher    | Ferrari F2001  | Ferrari 3.0 V10       | B      |
| Scuderia Ferrari Marlboro   | 02  | Rubens Barrichello    | Ferrari F2001  | Ferrari 3.0 V10       | B      |
| West McLaren Mercedes       | 03  | Mika Häkkinen         | McLaren MP4-16 | Mercedes-Benz 3.0 V10 | B      |
| West McLaren Mercedes       | 04  | David Coulthard       | McLaren MP4-16 | Mercedes-Benz 3.0 V10 | B      |
| BMW WilliamsF1 Team         | 05  | Ralf Schumacher       | Williams FW23  | BMW 3.0 V10           | M      |
| BMW WilliamsF1 Team         | 06  | Juan Pablo Montoya    | Williams FW23  | BMW 3.0 V10           | M      |
| Mild Seven Benetton Renault | 07  | Giancarlo Fisichella  | Benetton B201  | Renault 3.0 V10       | M      |
| Mild Seven Benetton Renault | 08  | Jenson Button         | Benetton B201  | Renault 3.0 V10       | M      |
| Lucky Strike BAR Honda      | 09  | Olivier Panis         | BAR 003        | Honda 3.0 V10         | B      |
| Lucky Strike BAR Honda      | 10  | Jacques Villeneuve    | BAR 003        | Honda 3.0 V10         | B      |
| B&H Jordan Honda            | 11  | Heinz-Harald Frentzen | Jordan EJ11    | Honda 3.0 V10         | B      |
| B&H Jordan Honda            | 11  | Ricardo Zonta         | Jordan EJ11    | Honda 3.0 V10         | B      |
| B&H Jordan Honda            | 12  | Jarno Trulli          | Jordan EJ11    | Honda 3.0 V10         | B      |
| Orange Arrows Asiatech      | 14  | Jos Verstappen        | Arrows A22     | Asiatech 3.0 V10      | B      |
| Orange Arrows Asiatech      | 15  | Enrique Bernoldi      | Arrows A22     | Asiatech 3.0 V10      | B      |
| Red Bull Sauber Petronas    | 16  | Nick Heidfeld         | Sauber C20     | Petronas 3.0 V10      | B      |
| Red Bull Sauber Petronas    | 17  | Kimi Räikkönen        | Sauber C20     | Petronas 3.0 V10      | B      |
| Jaguar Racing               | 18  | Eddie Irvine          | Jaguar R2      | Ford Cosworth 3.0 V10 | M      |
| Jaguar Racing               | 19  | Pedro de la Rosa      | Jaguar R2      | Ford Cosworth 3.0 V10 | M      |
| European Minardi F1         | 20  | Tarso Marques         | Minardi PS01   | European 3.0 V10      | M      |
| European Minardi F1         | 21  | Fernando Alonso       | Minardi PS01   | European 3.0 V10      | M      |
| Prost Acer                  | 22  | Jean Alesi            | Prost AP04     | Acer 3.0 V10          | M      |
| Prost Acer                  | 23  | Luciano Burti         | Prost AP04     | Acer 3.0 V10          | M      |

Anmerkungen
1. 1 2  Frentzen fuhr den Jordan mit der Nummer 11 im Freitagstraining. Zonta übernahm das Fahrzeug anschließend für das restliche Rennwochenende.

## Klassifikationen

### Qualifying
| Pos.                                                                   | Fahrer               | Konstrukteur     | Zeit       | Start |
| ---------------------------------------------------------------------- | -------------------- | ---------------- | ---------- | ----- |
| 01                                                                     | Michael Schumacher   | Ferrari          | 1:15,782   | 01    |
| 02                                                                     | Ralf Schumacher      | Williams-BMW     | 1:16,297   | 02    |
| 03                                                                     | David Coulthard      | McLaren-Mercedes | 1:16,423   | 03    |
| 04                                                                     | Jarno Trulli         | Jordan-Honda     | 1:16,459   | 04    |
| 05                                                                     | Rubens Barrichello   | Ferrari          | 1:16,760   | 05    |
| 06                                                                     | Olivier Panis        | BAR-Honda        | 1:16,771   | 06    |
| 07                                                                     | Kimi Räikkönen       | Sauber-Petronas  | 1:16,875   | 07    |
| 08                                                                     | Mika Häkkinen        | McLaren-Mercedes | 1:16,979   | 08    |
| 09                                                                     | Jacques Villeneuve   | BAR-Honda        | 1:17,035   | 09    |
| 10                                                                     | Juan Pablo Montoya   | Williams-BMW     | 1:17,123   | 10    |
| 11                                                                     | Nick Heidfeld        | Sauber-Petronas  | 1:17,165   | 11    |
| 12                                                                     | Ricardo Zonta        | Jordan-Honda     | 1:17,328   | 12    |
| 13                                                                     | Jos Verstappen       | Arrows-Asiatech  | 1:17,903   | 13    |
| 14                                                                     | Pedro de la Rosa     | Jaguar-Cosworth  | 1:18,015   | 14    |
| 15                                                                     | Eddie Irvine         | Jaguar-Cosworth  | 1:18,016   | 15    |
| 16                                                                     | Jean Alesi           | Prost-Acer       | 1:18,178   | 16    |
| 17                                                                     | Enrique Bernoldi     | Arrows-Asiatech  | 1:18,575   | 17    |
| 18                                                                     | Giancarlo Fisichella | Benetton-Renault | 1:18,622   | 18    |
| 19                                                                     | Luciano Burti        | Prost-Acer       | 1:18,753   | 19    |
| 20                                                                     | Jenson Button        | Benetton-Renault | 1:19,033   | 20    |
| 21                                                                     | Tarso Marques        | Minardi-European | 1:20,690   | 21    |
| 107-Prozent-Zeit: 1:21,087 min (bezogen auf Bestzeit von 1:15,782 min) |                      |                  |            |       |
| DNQ                                                                    | Fernando Alonso      | Minardi-European | keine Zeit | 22    |

Anmerkungen
1. ↑  Alonsos Frontflügel entsprach nicht dem Reglement, weshalb ihm alle Zeiten gestrichen wurden.

### Rennen
| Pos. | Fahrer               | Konstrukteur     | Runden | Stopps | Zeit        | Start | Schnellste Runde |
| ---- | -------------------- | ---------------- | ------ | ------ | ----------- | ----- | ---------------- |
| 01   | Ralf Schumacher      | Williams-BMW     | 69     | 1      | 1:34:31,522 | 02    | 1:17,205 (50.)   |
| 02   | Michael Schumacher   | Ferrari          | 69     | 1      | + 20,235    | 01    | 1:18,176 (48.)   |
| 03   | Mika Häkkinen        | McLaren-Mercedes | 69     | 1      | + 40,672    | 08    | 1:18,148 (45.)   |
| 04   | Kimi Räikkönen       | Sauber-Petronas  | 69     | 1      | + 1:08,116  | 07    | 1:19,309 (63.)   |
| 05   | Jean Alesi           | Prost-Acer       | 69     | 1      | + 1:10,435  | 16    | 1:19,328 (59.)   |
| 06   | Pedro de la Rosa     | Jaguar-Cosworth  | 68     | 2      | + 1 Runde   | 14    | 1:19,006 (50.)   |
| 07   | Ricardo Zonta        | Jordan-Honda     | 68     | 1      | + 1 Runde   | 12    | 1:20,078 (38.)   |
| 08   | Luciano Burti        | Prost-Acer       | 68     | 1      | + 1 Runde   | 19    | 1:19,841 (60.)   |
| 09   | Tarso Marques        | Minardi-European | 66     | 2      | + 3 Runden  | 21    | 1:22,312 (19.)   |
| 10   | Jos Verstappen       | Arrows-Asiatech  | 65     | 2      | DNF         | 13    | 1:19,257 (59.)   |
| 11   | Jarno Trulli         | Jordan-Honda     | 63     | 1      | DNF         | 04    | 1:19,414 (29.)   |
| –    | David Coulthard      | McLaren-Mercedes | 54     | 1      | DNF         | 03    | 1:19,745 (32.)   |
| –    | Olivier Panis        | BAR-Honda        | 38     | 2      | DNF         | 06    | 1:19,856 (30.)   |
| –    | Jacques Villeneuve   | BAR-Honda        | 34     | 0      | DNF         | 09    | 1:19,782 (30.)   |
| –    | Enrique Bernoldi     | Arrows-Asiatech  | 24     | 1      | DNF         | 17    | 1:20,767 (11.)   |
| –    | Juan Pablo Montoya   | Williams-BMW     | 19     | 0      | DNF         | 10    | 1:20,159 (18.)   |
| –    | Rubens Barrichello   | Ferrari          | 19     | 0      | DNF         | 05    | 1:19,722 (13.)   |
| –    | Jenson Button        | Benetton-Renault | 17     | 2      | DNF         | 20    | 1:21,124 (11.)   |
| –    | Fernando Alonso      | Minardi-European | 7      | 0      | DNF         | 22    | 1:22,413 (04.)   |
| –    | Nick Heidfeld        | Sauber-Petronas  | 1      | 0      | DNF         | 11    | 1:31,894 (01.)   |
| –    | Eddie Irvine         | Jaguar-Cosworth  | 1      | 0      | DNF         | 15    | 1:32,210 (01.)   |
| –    | Giancarlo Fisichella | Benetton-Renault | 0      | 0      | DNF         | 18    | –                |

## WM-Stände nach dem Rennen
Die ersten sechs des Rennens bekamen 10, 6, 4, 3, 2 bzw. 1 Punkt(e).

### Fahrerwertung
| Pos. | Fahrer                | Konstrukteur     | Punkte |
| ---- | --------------------- | ---------------- | ------ |
| 01   | Michael Schumacher    | Ferrari          | 58     |
| 02   | David Coulthard       | McLaren-Mercedes | 40     |
| 03   | Rubens Barrichello    | Ferrari          | 24     |
| 04   | Ralf Schumacher       | Williams-BMW     | 22     |
| 05   | Nick Heidfeld         | Sauber-Petronas  | 8      |
| 06   | Mika Häkkinen         | McLaren-Mercedes | 8      |
| 07   | Jacques Villeneuve    | BAR-Honda        | 7      |
| 08   | Kimi Räikkönen        | Sauber-Petronas  | 7      |
| 09   | Jarno Trulli          | Jordan-Honda     | 7      |
| 10   | Juan Pablo Montoya    | Williams-BMW     | 6      |
| 11   | Heinz-Harald Frentzen | Jordan-Honda     | 6      |
| 12   | Olivier Panis         | BAR-Honda        | 5      |

| Pos. | Fahrer               | Konstrukteur               | Punkte |
| ---- | -------------------- | -------------------------- | ------ |
| 13   | Eddie Irvine         | Jaguar-Cosworth            | 4      |
| 14   | Jean Alesi           | Prost-Acer                 | 3      |
| 15   | Jos Verstappen       | Arrows-Asiatech            | 1      |
| 16   | Giancarlo Fisichella | Benetton-Renault           | 1      |
| 17   | Pedro de la Rosa     | Jaguar-Cosworth            | 1      |
| 18   | Jenson Button        | Benetton-Renault           | 0      |
| 19   | Ricardo Zonta        | Jordan-Honda               | 0      |
| 20   | Luciano Burti        | Jaguar-Cosworth/Prost-Acer | 0      |
| 21   | Tarso Marques        | Minardi-European           | 0      |
| 22   | Enrique Bernoldi     | Arrows-Asiatech            | 0      |
| 23   | Fernando Alonso      | Minardi-European           | 0      |
| 24   | Gastón Mazzacane     | Prost-Acer                 | 0      |

### Konstrukteurswertung
| Pos. | Konstrukteur     | Punkte |
| ---- | ---------------- | ------ |
| 01   | Ferrari          | 82     |
| 02   | McLaren-Mercedes | 48     |
| 03   | Williams-BMW     | 28     |
| 04   | Sauber-Petronas  | 15     |
| 05   | Jordan-Honda     | 13     |
| 06   | BAR-Honda        | 12     |

| Pos. | Konstrukteur     | Punkte |
| ---- | ---------------- | ------ |
| 07   | Jaguar-Cosworth  | 5      |
| 08   | Prost-Acer       | 3      |
| 09   | Arrows-Asiatech  | 1      |
| 10   | Benetton-Renault | 1      |
| 11   | Minardi-European | 0      |